# Major Dundee
Major Dundee (bra: Juramento de Vingança; prt: Major Dundee) é um filme estadunidense de 1965, do gênero faroeste, dirigido por Sam Peckinpah e com trilha sonora de Daniele Amfitheatrof.

## Sinopse
Em 1864, durante a Guerra Civil, Amos Dundee, major da cavalaria da União, depois de errar na Batalha de Gettysburg é enviado ao Novo México, onde comandará um campo de prisioneiros confederados no Forte Benlin.
O território vem sendo devastado por um bando de apaches renegados liderados por Sierra Charriba, que na chegada de Dundee acabara de massacrar uma companhia do exército e sequestrar três crianças. Dundee encontra o jovem soldado sobrevivente Ryan que lhe conta suas desconfianças do guia índio Riago, outro que escapou. Dundee quer recuperar a carreira e resolve ir atrás dos apaches para resgatar as crianças e deter o chefe Charriba. Mas como os índios fugiram para o México, Dundee tem que buscar voluntários para uma perseguição irregular além da fronteira. Dentre os prisioneiros está o confederado Capitão Tyreen, que foi amigo de Dundee antes da guerra. O major tenta convencer os prisioneiros e o capitão Tyreen a se oferecerem como voluntários para caçar os apaches. Tyreen não quer saber, mas ameaçado de forca pela morte de um soldado, ele acaba aceitando, e com ele vão vários oficiais e soldados confederados eficientes. Dundee continua a buscar voluntários e reúne um grupo formado por soldados da União (alguns negros), criminosos e alguns índios (inclusive Riago), que se juntarão aos confederados.
Além dos ataques dos índios, ao persegui-los além da fronteira, Dundee irá se confrontar com um exército de soldados franceses, que estão no México a serviço do imperador Maximiliano.

## Elenco
- Charlton Heston .... Major Amos Dundee
- Richard Harris .... Capitão Benjamin Tyreen
- Jim Hutton .... Tenente Graham
- James Coburn .... Samuel Potts
- Senta Berger .... Teresa Santiago
- Mario Adorf .... Sargento Gomez
- Warren Oates .... O.W. Hadley
- Michael Anderson Jr. .... Tim Ryan
- Slim Pickens .... Wiley
- Ben Johnson .... Sargento Chillum
- R.G. Armstrong .... Reverendo Dahlstrom
- Brock Peters .... Aesop
- L.Q. Jones .... Arthur Hadley
- Dub Taylor .... Benjamin Priam
- John Davis Chandler .... Jimmy Lee Benteen
- Karl Swenson .... Capitão Frank Waller